# 三陸町営バス
三陸町営バス（さんりくちょうえいバス）は、岩手県気仙郡三陸町にてかつて運行していた廃止代替バスである。
三陸町の大船渡市への合併よりも前に廃止されている。

## 概要
- 岩手県交通の町内路線廃止に伴い、運行を開始した。
- 運賃は区間制で、通勤・通学定期券（1ヶ月用、3ヶ月用）や回数券もあった。
- 運行形態は、自家用自動車（白ナンバー車）による有償運送であった。運転業務を町内の民間運輸会社に委託していた。

## 沿革
- 1982年5月 - 岩手県交通砂子浜線廃止。
- 1983年3月 - 岩手県交通千歳線廃止。
- 1983年5月26日 - 町営バス千歳線（役場 - 千歳14.6 km）、砂子浜線（役場 - 砂子浜12.1 km）運行開始。
- 2001年4月1日 - 路線廃止。

## 路線
以下3路線が存在した。
- 千歳線：役場前 - 三陸駅前 - 所通 - 炭あ沢 - 横石 - 大野 - 上中井 - 中井 - 農協支所 - 吉浜駅 - 吉浜小前 - 根白 - 向野 - 千歳
- 砂子浜線：役場前 - 三陸駅前 - 泊 - 上甫嶺 - 甫嶺駅 - 鬼沢 - 小石浜 - 砂子浜
- 三陸駅前 - おゆっこ

## 車両
- 運行開始に当たって29人乗りバス2台を導入している。
- 1999年当時のダイヤでは、同時間帯に千歳方面と砂子浜方面との便が存在していることから、少なくとも2台の車両を使用していたことが確認できる。

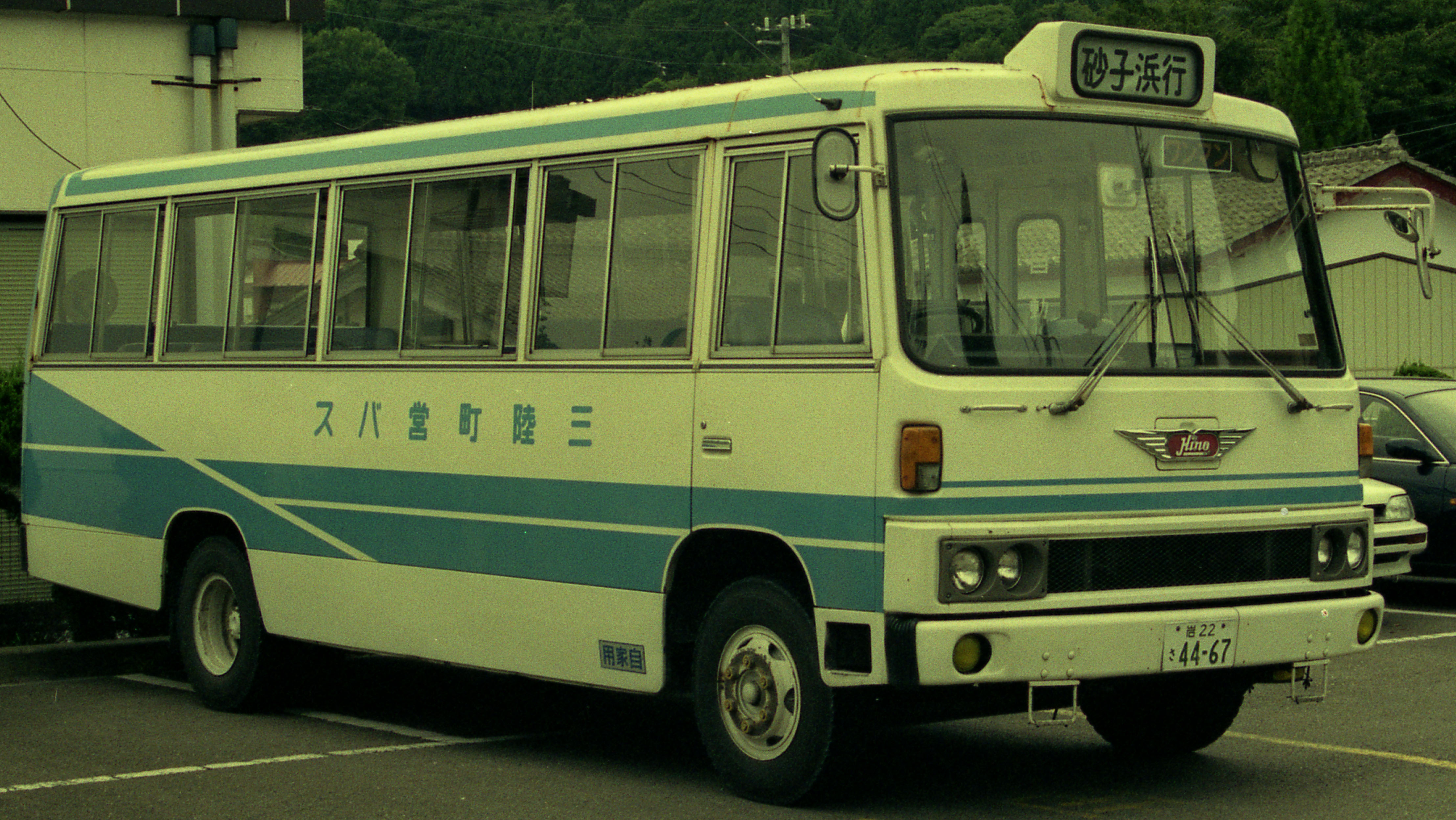
1992年当時の車両
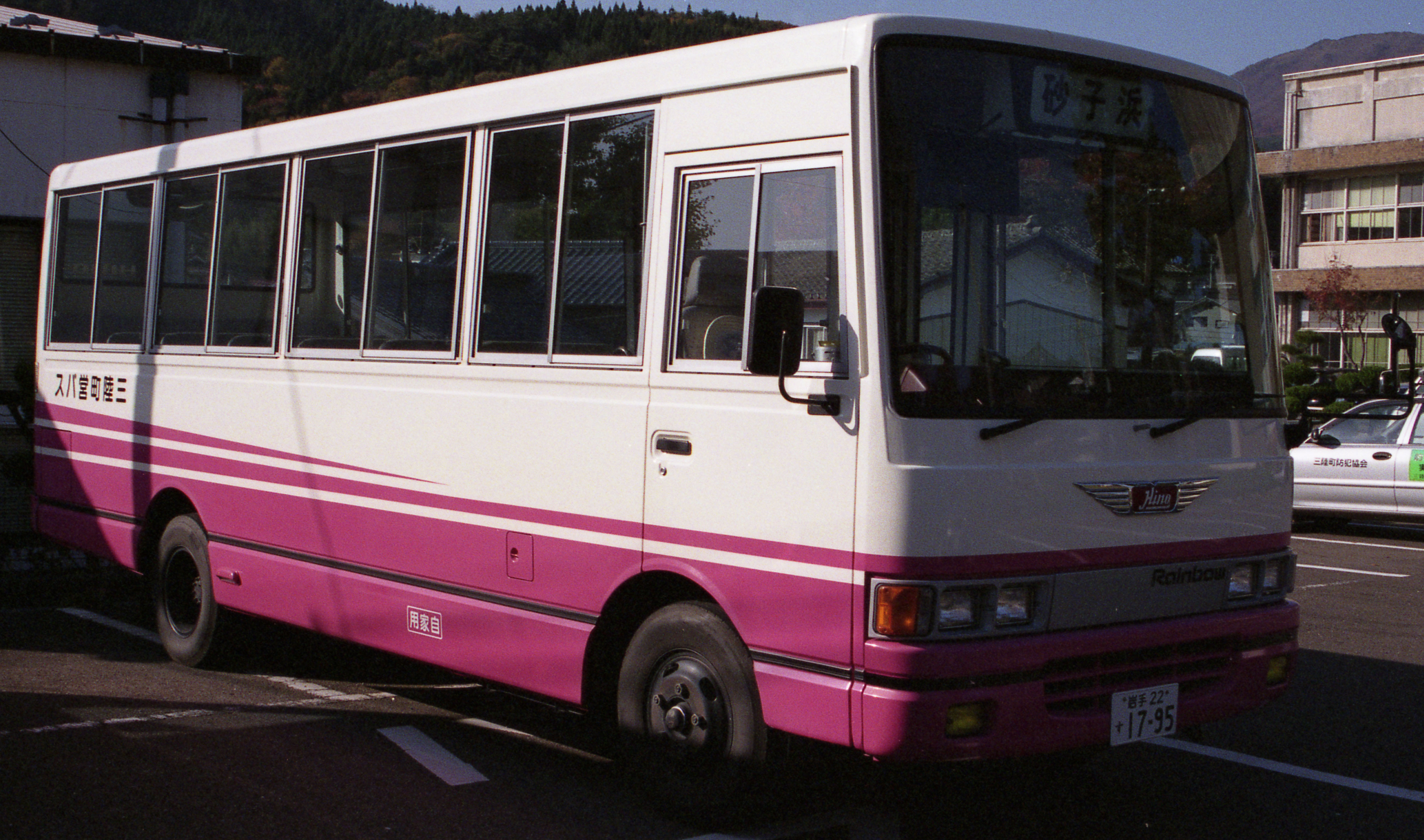
1999年当時の車両